# Лос Ранчос (Калифорнија)
Лос Ранчос (енгл. Los Ranchos) насељено је место без административног статуса у америчкој савезној држави Калифорнија.

## Демографија
По попису из 2010. године број становника је 1.477.
| Група             | 2000.    | 2010.         |
| Белци             | 0 (0,0%) | 1.352 (91,5%) |
| Афроамериканци    | 0 (0,0%) | 1 (0,1%)      |
| Азијати           | 0 (0,0%) | 31 (2,1%)     |
| Хиспаноамериканци | 0 (0,0%) | 58 (3,9%)     |
| Укупно            | 0        | 1.477         |